# Bangrin (Barsalogho)
Pour les articles homonymes, voir Bangrin.
Bangrin, également orthographié Bangren, est une localité située dans le département de Barsalogho de la province du Sanmatenga dans la région Centre-Nord au Burkina Faso.

## Géographie
Situé au nord du département, Bangrin se trouve à 3 km à l'ouest de Foubé et à environ 60 km au nord de Barsalogho, le chef-lieu du département.

## Histoire
En janvier 2019, une attaque de représailles des milices Koglwéogo concomitante au massacre de Yirgou — qui s'inscrit dans le cadre de l'insurrection djihadiste au Burkina Faso — fait quatre morts civils dans le village. Le 5 janvier, le président Roch Marc Christian Kaboré rend visite aux rescapés de Yirgou et au campement peulh de Bangrin.

## Éducation et santé
Le centre de soins le plus proche de Bangrin est le centre de santé et de promotion sociale (CSPS) de Foubé tandis que le centre médical avec antenne chirurgicale (CMA) se trouve à Barsalogho et le centre hospitalier régional (CHR) à Kaya.
Bangrin possède une école primaire publique.